# 1950 en Italie
Chronologie de l'Italie
- 1946
- 1947
- 1948
- 1949
- 1950
- 1951
- 1952
- 1953
- 1954

## Événements

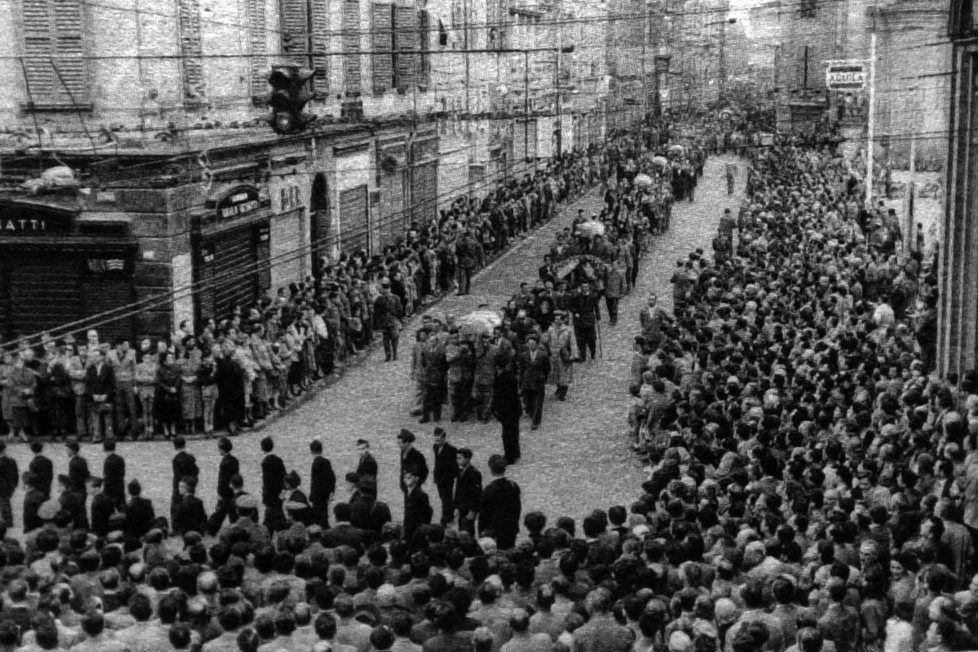
Les funérailles des victimes du massacre de la Fonderie Riunite de Modène.

- 9 janvier : lors d’une manifestation à Modène contre la fermeture d’une entreprise, six travailleurs sont abattus par la police[1].
- 12 janvier : Alcide De Gasperi démissionne sous la pression de la gauche démocrate-chrétienne et reconstitue un gouvernement de coalition avec les sociaux-démocrates et les républicains le 27 janvier[2],[3].

- 5 mars : création de l'Union italienne du travail (UIL)[4].
- 21 mars : un manifestant est tué par la police à Lentella, lors des troubles qui marquent l'occupation par les agriculteurs des terres incultes des propriétaires fonciers du sud de l'Italie[5].
- 22 mars : grève générale à l'appel de la CGIL à la suite des événements de Lentella. Les affrontements avec la police font 4 morts à Parme, dans la province de L'Aquila et Foggia[5].
- 24 mars : fondation à Naples de la CISNAL (Confederazione Italiana Sindacati Nazionali dei Lavoratori)[6].

- 1er avril : la Somalie est placée par l’ONU sous administration provisoire italienne (fin en 1960)[7].

- 30 avril : 

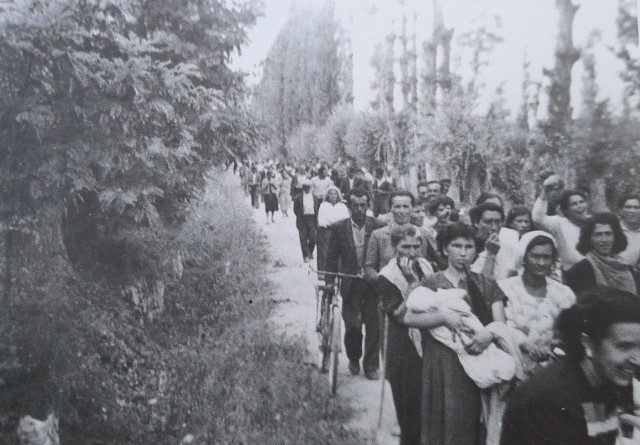
Manifestation paysanne à Ortucchio.

  - massacre de Celano ; la police tire plusieurs coups de feu sur un groupe d'ouvriers agricoles rassemblés sur la place, deux hommes sont tués et plusieurs blessés[5].
  - fondation de la Confédération italienne des syndicats de travailleurs (CSIL) sous l’égide de la Démocratie chrétienne[8].

- 3 mai : le maréchal Rodolfo Graziani, commandant des forces italiennes dans les campagnes d'Afrique, condamné par le tribunal militaire à 19 ans de prison pour crimes de guerre ; du fait de remises de peine, il est libéré en août 1950[9].

- 12 mai :  Legge Sila, loi n° 230 de réforme agraire, prévoyant l'expropriation des domaines de plus de 300 hectares situés au nord de la Calabre[10].
- 5 juillet : le bandit Salvatore Giuliano est tué à Castelvetrano en Sicile[11].

- 10 août : constitution de la Cassa per il Mezzogiorno pour le développement économique du Sud[12].
- 12 août : le pape Pie XII publie l'encyclique Humani generis sur les « opinions et erreurs modernes menaçant de miner les fondements de la doctrine catholique » ; il condamne la nouvelle théologie[13].

- 21 octobre : Legge Stralcio, loi n° 841 qui étend l'application de la réforme agraire à diverses autres régions du pays[10]. Le projet d’Antonio Segni prévoit de redistribuer quelques centaines de milliers d’hectares de terre en friche à des petits propriétaires. La réforme se révèle insuffisante, les grands propriétaires ayant généralement vendus les terres les moins fertiles et le choix des bénéficiaires relevant du clientélisme destiner à attacher à la Démocratie chrétienne de nouveaux électeurs. Le nombre trop élevé des parcelles les rendent non viables, et l’exode rural des années 1950 fera que la moitié des paysans qui ont reçu des lots les revendront.

- 1er novembre : constitution apostolique Munificentissimus Deus, par laquelle Pie XII proclame le dogme de l’Assomption[14].

- 4 novembre : signature à Rome de la convention européenne des droits de l’homme[15].

- 27 décembre : loi régionale n° 104 sur la réforme agraire en Sicile[10].

- Début de la commercialisation de la machine à écrire portabe Olivetti Lettera 22 conçue par Marcello Nizzoli[16].

## Culture

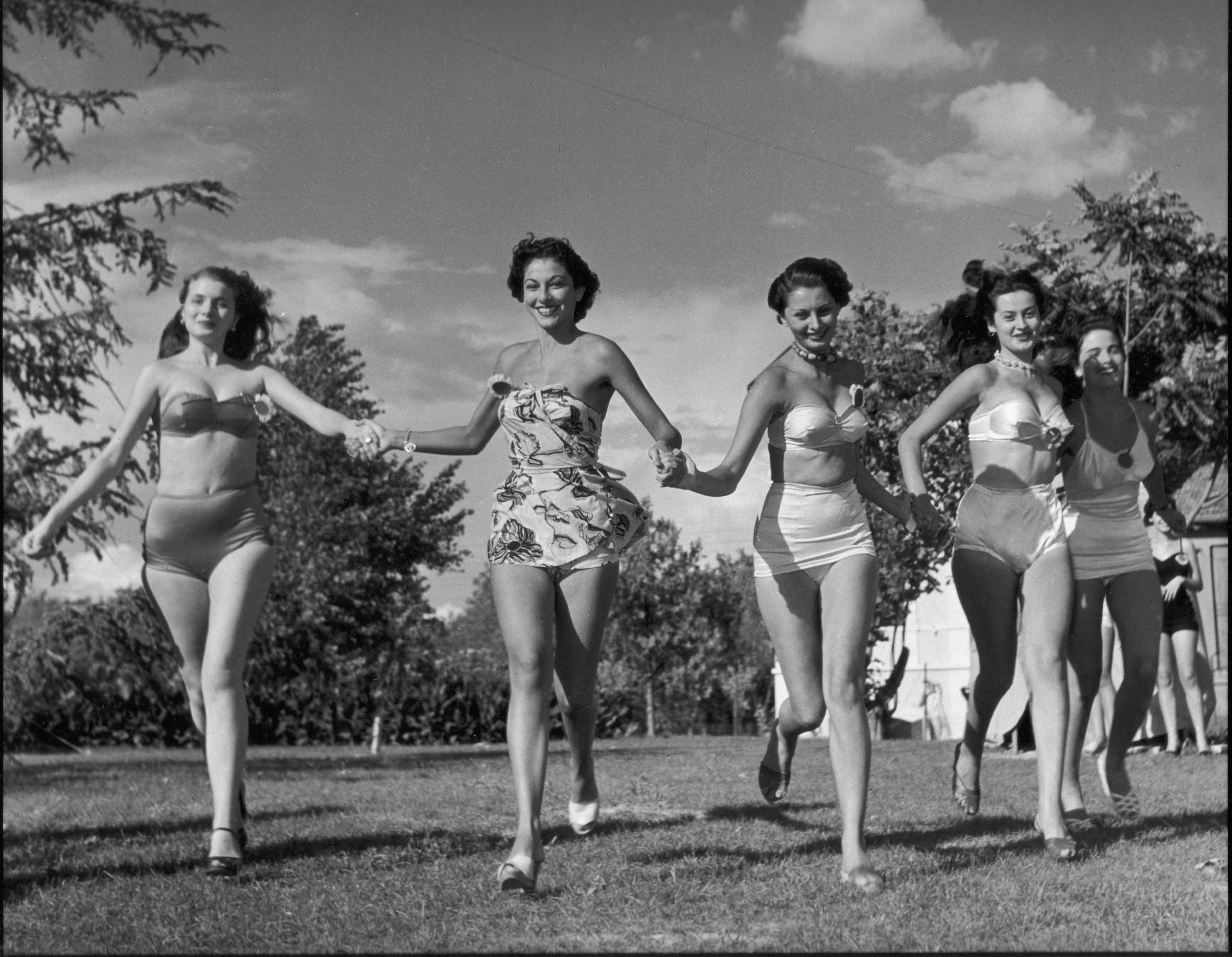
Sophia Loren (troisième à partir de la gauche) dans les photographies publicitaires du concours Miss Italia, 1950.

### Cinéma
- Box-office Italie 1950
- 5e cérémonie des Rubans d'argent

#### Films italiens sortis en 1950
- 15 février : Miss Italia (Miss Italie), film de Duilio Coletti
- 8 mars : Il Figlio di d'Artagnan (Le Fils de d'Artagnan), film réalisé par Riccardo Freda
- 21 septembre : Domani è troppo tardi (Demain il sera trop tard), film réalisé par Léonide Moguy
- 19 octobre : È più facile che un cammello... (Pour l'amour du ciel), film réalisé par Luigi Zampa
- 6 décembre : Luci del varietà (Les Feux du music-hall), film réalisé par Alberto Lattuada et Federico Fellini
- Napoli milionaria, film réalisé par Eduardo De Filippo

#### Mostra de Venise
- Lion d'or : Justice est faite d'André Cayatte
- Coupe Volpi pour la meilleure interprétation masculine : Sam Jaffe pour Quand la ville dort (The Asphalt Jungle) de John Huston
- Coupe Volpi pour la meilleure interprétation féminine : Eleanor Parker pour Femmes en cage (Caged) de John Cromwell

### Littérature
- 16 juin : le roman La Peau de Curzio Malaparte est mis à l'index[17].

#### Livres parus en 1950
- La Lune et les Feux (La luna e i falò) de Cesare Pavese

#### Prix et récompenses
- Prix Strega : Cesare Pavese, La bella estate (Le Bel Été) (Einaudi)
- Prix Bagutta : Vitaliano Brancati, Il bell'Antonio, (Bompiani)
- Prix Viareggio : Francesco Jovine, Le terre del sacramento et Carlo Bernari, Speranzella

### Musique

#### Opéras créés en 1950
- 20 mai : Il prigioniero, opéra de Luigi Dallapiccola, créé sur scène au Maggio Musicale Fiorentino.

## Naissances en 1950
- 21 janvier : Marco Del Re, graveur et peintre. († 23 novembre 2019)
- 28 mars : Claudio Lolli, chanteur, auteur-compositeur-interprète, poète, écrivain. († 17 août 2018)
- 6 juillet : Gabriele Albertini, juriste et homme politique italien, ancien maire de Milan et député européen.
- 8 juillet : Franco Bolelli, 70 ans, philosophe. († 5 octobre 2020)
- 21 septembre : Fabio Calzavara, homme d'affaires et homme politique. († 28 mai 2019)
- 17 novembre : Carlo Verdone, acteur, scénariste, producteur de cinéma et réalisateur.

## Décès en 1950
- 28 février : Tommaso Costantino, 64 ans, escrimeur, double champion olympique (fleuret par équipe et épée par équipe) aux Jeux olympiques de 1920 à Anvers. (° 23 juin 1885)
- 27 août : Cesare Pavese, 41 ans, écrivain. (° 9 septembre 1908).
- 18 octobre : Giuseppe Borgatti, 79 ans, ténor. (° 17 mars 1871).